# El Mizaraa
El Mizaraa là một đô thị thuộc tỉnh Biskra, Algérie. Dân số thời điểm năm 2002 là 7.06 người.